# Saint-Pierre-en-Faucigny
Saint-Pierre-en-Faucigny – miejscowość i gmina we Francji, w regionie Owernia-Rodan-Alpy, w departamencie Górna Sabaudia.
Według danych na rok 1990 gminę zamieszkiwało 3787 osób, a gęstość zaludnienia wynosiła 254 osób/km² (wśród 2880 gmin regionu Rodan-Alpy Saint-Pierre-en-Faucigny plasuje się na 233. miejscu pod względem liczby ludności, natomiast pod względem powierzchni na miejscu 775.).